# Auronce
 (janvier 2016).
Si vous disposez d'ouvrages ou d'articles de référence ou si vous connaissez des sites web de qualité traitant du thème abordé ici, merci de compléter l'article en donnant les références utiles à sa vérifiabilité et en les liant à la section « Notes et références ».
L'Auronce est un affluent droit du gave d'Oloron entre le Labéroû et le Layoû.

## Géographie
De 22 km de longueur, l'Auronce naît au sud d'Estialescq, à Baliran (Lasseube), puis s'écoule au nord-ouest pour confluer dans le gave d'Oloron à Saucède, en aval d'Oloron-Sainte-Marie.

## Affluents

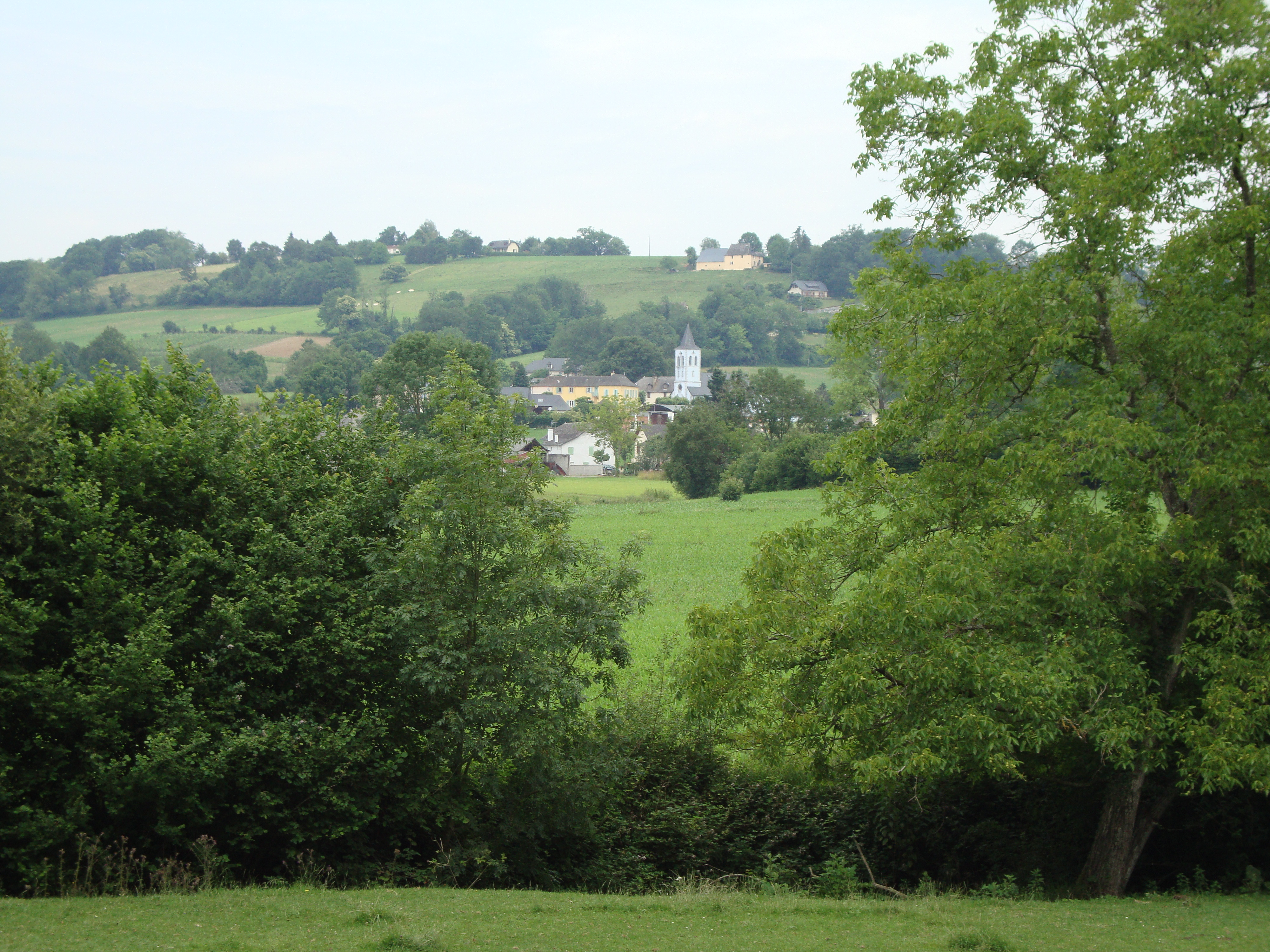
Vue d'Estialescq avec l'Auronce au premier plan

Ses principaux affluents sont:
- (G) le Lassabaigt, de Ledeuix
- (D) le Berdoustoû